# الصادق الغرياني
الصادق عبد الرحمن علي الغرياني (ولد 1942 م) عالم دين إسلامي، وأستاذ جامعي، يشغل منذ فبراير 2012 منصب مفتي المجلس الوطني الانتقالي في ليبيا.

## سيرته
الغرياني من سكان ضاحية تاجوراء في طرابلس، ترجع أصول عائلته إلى قرية انطاطات قرب مدينة غريان في الجبل الغربي. تخرَّج في كلية الشريعة بجامعة محمد بن علي السنوسي في البيضاء ليبيا، عام 1969. وعيِّن معيدًا في الجامعة نفسها عام 1970.
حصل على الماجستير من كلية الشريعة والقانون بجامعة الأزهر عام 1972 ـ شعبة الفقه المقارن. كما حصل على درجة الدكتوراه في الفقه المقارن من كلية الشريعة والقانون بجامعة الأزهر، عام 1979. حصل على شهادة دكتوراه أخرى من قسم اللغة العربية والدراسات الإسلامية من جامعة إكستر في بريطانيا عام 1984.
أمضى في التدريس الجامعي أكثر من ثلاثين سنة، تولى الإشراف والتدريس في شعبة الدراسات العليا بقسم الدراسات الإسلامية بكلية الآداب بجامعة الفاتح آنذاك.

## موقفه من الثورة الليبية
بعد اندلاع ثورة 17 فبراير وخروج مظاهرات معارضة لحكم معمر القذافي وسقوط عدد من المدن بيد المعارضين آنذاك، خرج على التلفزيون طالبا من الليبيين الوقوف ضد القذافي، حيث أفتى بالجهاد ضد كتائب العقيد معمر القذافي.
أثار قانون دار الإفتاء الذي أتى بالشيخ الصادق الغرياني كمفتي في ليبيا والذي أصدره المجلس الوطني الانتقالي المؤقت في فبراير 2012 تحت الرقم 15 والذي ينص على إنشاء (دار الإفتاء) جدلا حول مدى قانونيته، وفق الشيخ عبد اللطيف المهلهل وهو عالم دين ليبي، كما أنه منح صلاحيات اعتبرت «واسعة» وحصانة قضائية للمفتي «المؤقت» من التظلم أمام القضاء، كما أن هذا القانون ينص على عدم جواز مناقشة الفتاوى في وسائل الإعلام وهو أمر يعد تعديا على حرية الإعلام والرأي حسب آراء. حيث يقول المهلهل: (أنّ إصدار هذا القانون ليس من اختصاص المجلس الوطني الانتقالي المؤقت) كما أن المجلس لم يعرضه على أهل العلم والاختصاص للأخذ بآرائهم. كما يقول أن (صدور قانون الإفتاء يجب أن يكون منبثقاً من الدستور الدائم الذي هو من اختصاص المؤتمر الوطني لا الإعلان الدستوري المؤقت ومن خلال لجنةٍ تضمّ متخصّصين في الدساتير وفي الشريعة وفي الاقتصاد والسياسة، لذلك فإنّ هذا القانون لا يصح إصداره لأنّه لاغٍ من أساسه).
في يوليو 2012 وقبيل أول انتخابات عامة تشهدها ليبيا منذ نحو 46 عاما طالب الصادق الغرياني الناخبين الليبيين المتوجهين إلى الاقتراع في انتخابات المؤتمر الوطني العام طالبهم بعدم التصويت لتحالف القوى الوطنية الذي فاز لاحقاً في الانتخابات، وعدم التصويت لمحمود جبريل باعتباره «مناصراً لليبرالية». ليثير الغرياني لغطاً في مرحلة الصمت الانتخابي. كما أن بعض الفتاوى والآراء التي تتدخل في العديد من شؤون الدولة التي تعد خارج اختصاصات المفتي حسب آراء عدة، كما حدث في خطابه بشأن جمعة إنقاذ ليبيا وافتائه بحرمة التظاهر في بنغازي ورأيه بشأن أحداث مدينة بني وليد ومحاولاته لفرض رؤية خاصة حول ما يتعلق بكتابة الدستور الجديد لليبيا بعد ثورة 17 فبراير وهذا ما جعل البعض يراه (تهديدًا لمدنية الدولة) حسب رأي نشطاء في المجتمع المدني والمهتمين بقضايا الحريات في ليبيا.

## مؤلفاته

### العقيدة
- في العقيدة والمنهج.
- العقيدة الإسلامية.

### الفقه
- مدونة الفقه المالكي وأدلته.
- أحكام الميت وعادات المآتم.
- أحكام المعاملات المالية في الفقه الإسلامي.
- مناسك الحج والعمرة.
- فتاوى وتحقيقات في مسائل فقهية تكثر الحاجة إليها.
- فتاوى المعاملات الشائعة.
- فتاوى المرأة المسلمة.

### أكاديمي
- الحكم الشرعي بين النقل والعقل. (أطروحة دكتوراه الشيخ الأولى في جامعة الأزهر)
- إيضاح المسالك إلى قواعد الإمام مالك للونشريسي، تحقيق. (أطروحة دكتوراه الشيخ الثانية في جامعة إكستر في جنوب غرب بريطانيا)
- أساسيات الثقافة الإسلامية. (مقرر جامعي)

### أخرى
- الأسرة أحكام وأدلة.
- قمع الحرص بالزهد والقناعة ورد ذل السؤال بالكَتْب والشفاعة، للقرطبي، تحقيق.
- تطبيقات قواعد الفقه عند المالكية من خلال إيضاح المسالك للونشريسي وشرح المنهج المنتخب للمنجور.
- عدة المريد الصادق للشيخ زروق، تحقيق.
- الصلاة بين السواري والقيام مع الإمام حتى ينصرف.
- تصحيحات في تطبيق بعض السنن.
- الزفاف وحقوق الزوجين.
- الأدعية والأذكار.
- الغلو في الدين -غلو التطرف وغلو التصوف.
- نصوص التراث في القديم والحديث.

## مطالبات بعزله
طالبت جهات وشخصيات في ليبيا بعزل الصادق الغرياني من منصبه كمفتي لأسباب مختلفة أبرزها جاء من رئيس المجلس الانتقالي السابق في ليبيا المستشار مصطفى عبد الجليل { بضغط إماراتي } والذي صرح في 11 يونيو 2014 بضرورة عزل الصادق الغرياني من منصبه بسبب (فقدانه شرطاً من شروط الأهلية، وهي فقدان ثقة الليبيين به { لم يجري أي استبيان ولا تحديد نسبة }، بحسب ما نص عليه قانون تعيين منصب المفتي.) كما انتقد فتاويه عدد من علماء الأزهر الشريف وخصوصاً فتواه الخاصة بوجوب مقاتلة القوات المسلحة الليبية التي يقودها المشير خليفة حفتر ضمن عملية الكرامة.
في أغسطس 2014 طالبت اللجنة الوطنية الليبية لحقوق الإنسان مجلس النواب بإعفاء المُفتي العام للديار الليبية الشيخ صادق الغرياني من منصبه ورفع الحصانة عنه حيث قالت اللجنة (أن هذا القرار جاء بعد رصد اللجنة الوطنية لحقوق الإنسان لدعوات صريحة للمُفتي العام للديار الليبية، بالتحريض على ممارسة وإثارة العنف وتصعيده وتحريض على القتل وتعذيب وتمييز وانتهاك حقوق الإنسان من قبل الغرياني عبر وسائل الإعلام، والتي تنذر بحدوث حرب أهلية وتؤثر سلباً على الأمن والسلم الاجتماعي للمجتمع الليبي) كما طالبت باحالته للتحقيق من قبل مكتب النائب العام.

## وصلات خارجية
- تناصح، الموقع الرسمي للشيخ الصادق الغرياني